# Adam Gase
Adam Gase (Ypsilanti, 29 marzo 1978) è un allenatore di football americano statunitense nella National Football League (NFL).

## Carriera
Dopo avere svolto il ruolo di coordinatore offensivo dei Denver Broncos (2014) e dei Chicago Bears (2015), il 9 gennaio 2016, Gase fu assunto come nuovo capo-allenatore dei Miami Dolphins. Nella sua prima stagione vinse 10 partite e ne perse 6, riportando per la prima volta la franchigia ai playoff dal 2008. La stagione di Miami si chiuse perdendo nel primo turno in casa dei Pittsburgh Steelers. Fu licenziato alla fine della stagione 2018.
Il 9 gennaio 2019 Gase fu assunto come capo-allenatore dei New York Jets. Fu licenziato dopo avere terminato con un record di 2-14 nel 2020.

## Record come capo-allenatore
| Squadra    | Anno       | Stagione regolare | Stagione regolare | Stagione regolare | Stagione regolare | Stagione regolare | Playoff | Playoff | Playoff                                             |
| Squadra    | Anno       | Vinte             | Perse             | Pari              | %                 | Posizione         | Vinte   | Perse   | Risultato                                           |
| ---------- | ---------- | ----------------- | ----------------- | ----------------- | ----------------- | ----------------- | ------- | ------- | --------------------------------------------------- |
| MIA        | 2016       | 10                | 6                 | 0                 | .625              | 2º nella AFC East | 0       | 1       | Uscì al Wild Card Game contro i Pittsburgh Steelers |
| MIA        | 2017       | 6                 | 10                | 0                 | .375              | 3º nella AFC East | -       | -       | -                                                   |
| MIA        | 2018       | 7                 | 9                 | 0                 | .438              | 2º nella AFC East | -       | -       | -                                                   |
| MIA Totale | MIA Totale | 23                | 25                | 0                 | .479              | -                 | 0       | 1       | -                                                   |
| NYJ        | 2019       | 7                 | 9                 | 0                 | .438              | 3º nella AFC East | -       | -       | -                                                   |
| NYJ        | 2020       | 2                 | 14                | 0                 | .125              | 4º nella AFC East | -       | -       | -                                                   |
| NYJ Totale | NYJ Totale | 9                 | 23                | 0                 | .281              |                   | -       | -       |                                                     |
| Totale     | Totale     | 32                | 48                | 0                 | .400              |                   | 0       | 1       |                                                     |